# Villars-en-Pons
Villars-en-Pons là một xã trong tỉnh Charente-Maritime trong vùng Nouvelle-Aquitaine, tây nam nước Pháp. Xã Villars-en-Pons nằm ở khu vực có độ cao từ 23-57 mét trên mực nước biển.